# Frits Peutz
Frits P.J. Peutz (Fredericus Petrus Josephus Peutz) (Uithuizen, Groningen,7 de abril de 1896 - Heerlen, 24 de octubre de 1974) fue un arquitecto neerlandés.

## Biografía
Peutz nació en una familia católica en una provincia mayoritariamente protestante en el norte de los Países Bajos. En 1910 fue enviado al internado de Rolduc en Kerkrade, en la provincia católica de Limburgo, al sur del país, para realizar sus estudios superiores. En 1914 se graduó en la HBS, un antiguo tipo de escuela secundaria neerlandesa. Después estudió ingeniería civil en Delft, y en 1916 se cambió al estudio de la arquitectura. En 1920, cuando aún no se había graduado, regresó a Limburgo para establecerse como arquitecto independiente en la ciudad de Heerlen, donde la floreciente industria de la minería del carbón le proporcionó numerosos encargos. En 1925 se licenció en arquitectura.  Peutz jugó un papel importante en la transformación de Heerlen en una ciudad verdaderamente moderna. Peutz y su esposa Isabelle Tissen tuvieron trece hijos; uno de ellos también fue arquitecto, y el primero, nacido en 1926 fue Victor Peutz, especialista en acústica.

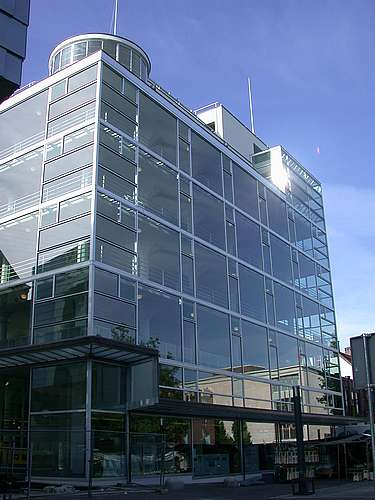
Heerlen: Glaspaleis

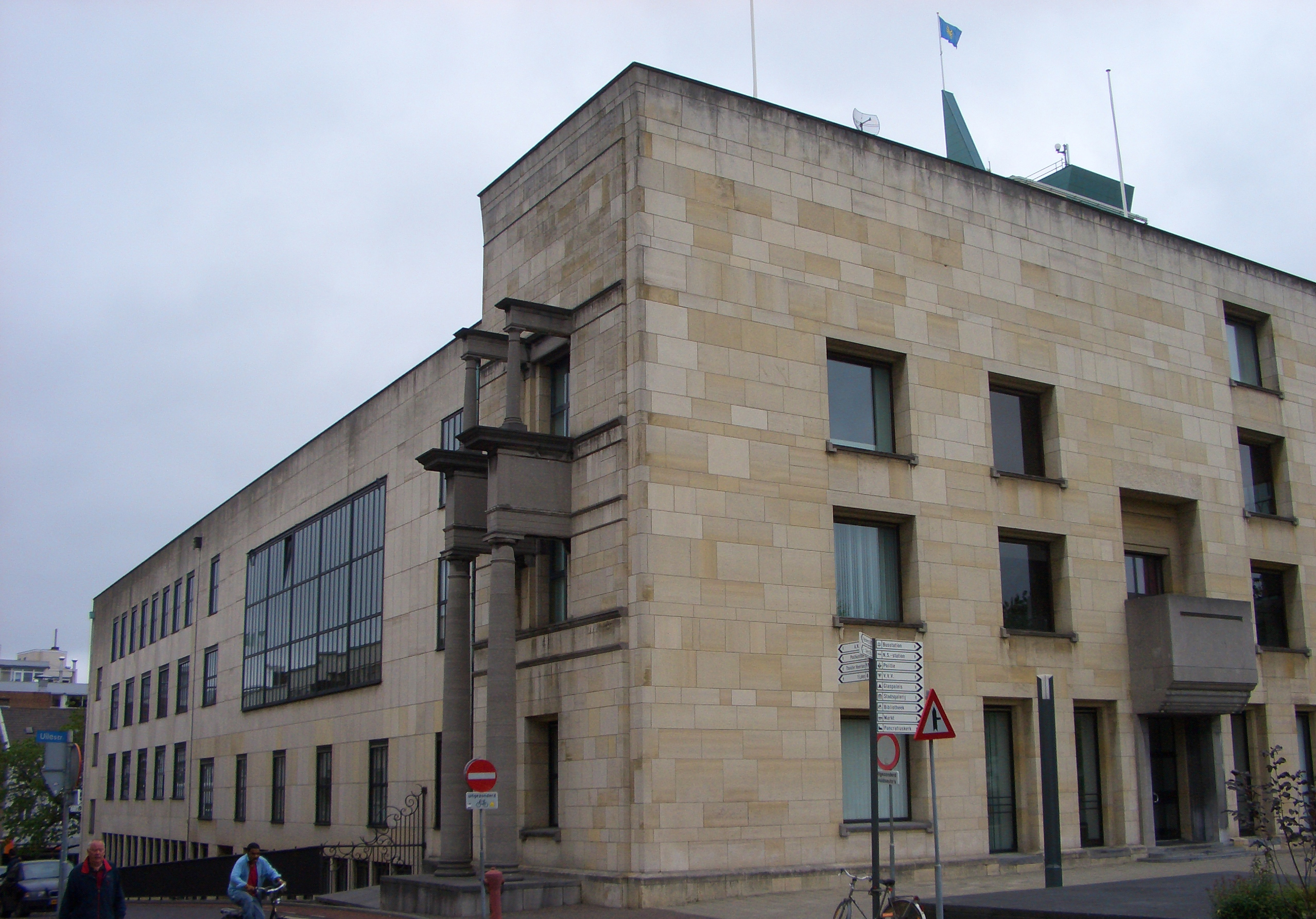
Heerlen: Ayuntamiento, fachada

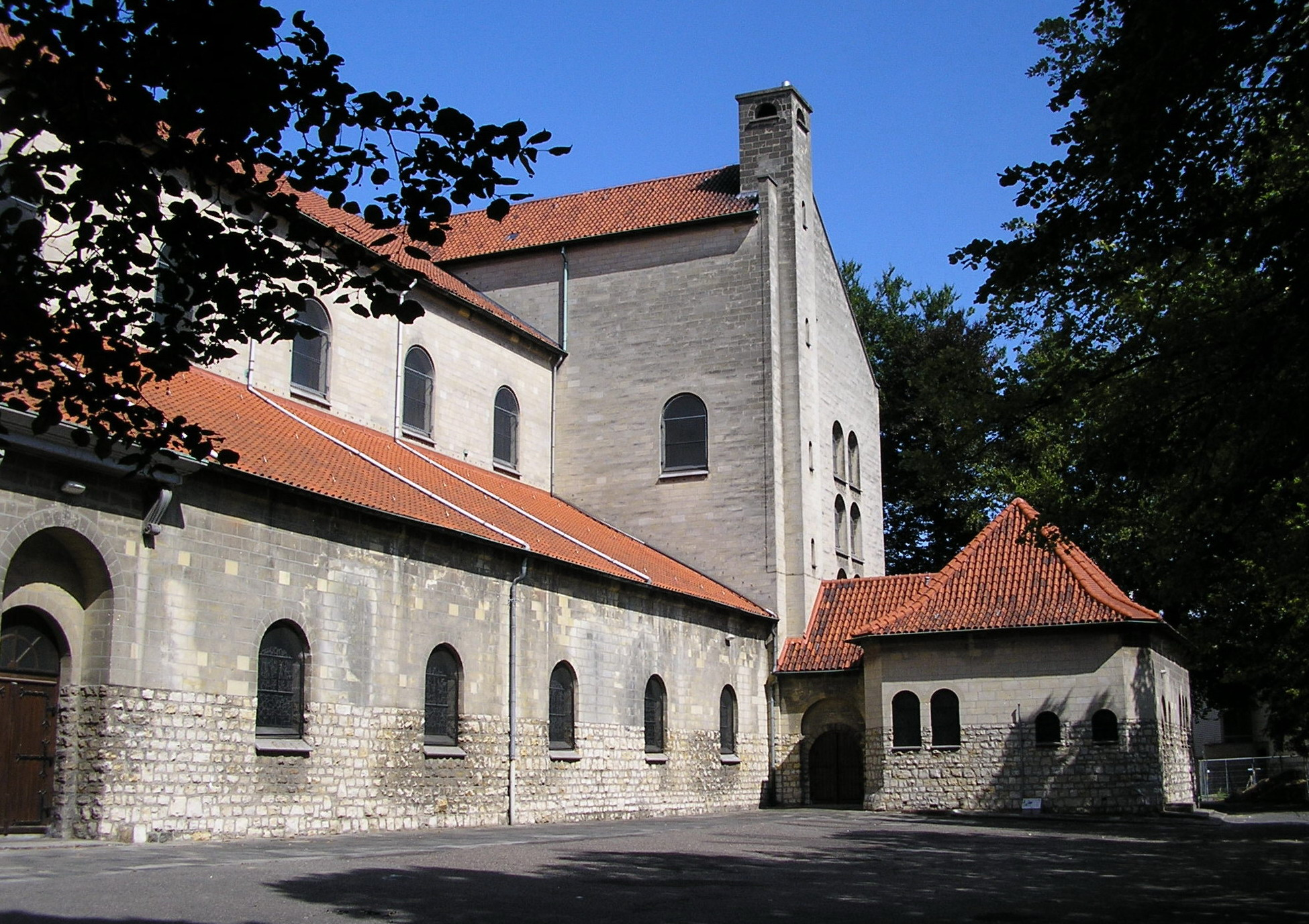
Maastricht: Iglesia de Nuestra Señora de Lourdes

## Obra
Peutz incorporó en su obra diversos estilos, algunos históricos. Tenía una relación especial con el Movimiento Moderno (referido a la Bauhaus de Alemania), sobre el que realizó su propia interpretación con un estilo personal. Hay un gran contraste entre los estilos utilizados en sus obras, innovador en algunos programas, y mucho más tradicional en otros, como sus iglesias.
Durante su vida tuvo reputación internacional. Su trabajo se realizó principalmente en la ciudad de Heerlen y sus alrededores, pero al perder esta ciudad su condición de centro industrial en las décadas siguientes, su trabajo quedó olvidado. En los últimos años del siglo XX se produjo un redescubrimiento de Peutz, como lo demuestra la proclamación de su Glaspaleis (Palacio de  cristal), construido en 1935, promovido por Schunk, como uno de los edificios más notables del mundo del siglo XX.   En los años 90 el edifico estuvo a punto de ser derribado, pero fue finalmente comprado por el municipio, y restaurado según los dibujos originales de Peutz, de la mano de Wiel Arets, arquitecto contemporáneo procedente también de Heerlen.   Desde entonces, han resurgido numerosas publicaciones sobre su obra.
Durante la Segunda Guerra Mundial, la iglesia de Sint Pancratius en Heerlen, edificio incluido en el catálogo monumental  Monumentenzorg, sufrió daños en la nave norte, que fueron reparados por Peutz.  El contraste entre las obras que Peutz realizó en esta iglesia y el Glaspaleis, edificios vecinos, representa la mezcla entre tradicional y moderno que fue la constante de su trabajo.
La Casa de retiro y el Glaspaleis son buenos ejemplos de la fase en el estilo arquitectónico que desarrolló después de participar en un concurso para diseñar el Palacio de las Naciones en Ginebra (1926); este nuevo estilo alcanzó un punto máximo en el Ayuntamiento de Herleen. 

## Obras más representativas
- Villa para el notario Wijnands, Heerlen, 1919
- Broederschool (escuela primaria), Heerlen, 1921
- Villa Casa Blanca, Houthem, 1929
- Escuela ULO (edificio escolar), Heerlen, 1931
- Villa Op de Linde, (residencia de Peutz)  Heerlen, 1931[8]
- Casa de retiro Monseñor Schrijnen, Heerlen, 1932
- Glaspaleis (antes: Schunck Fashionhouse), Heerlen, 1933
- Villa 't Sonnehuys, Maastricht, 1933
- Teatro Real (Cine Real), Heerlen, 1937
- Ayuntamiento de Heerlen, 1936-1942
- Ayuntamiento de Tegelen, 1938
- Tienda Kneepkens, Heerlen, 1939
- Annakerk (iglesia de Santa Ana), Heerlen, 1951
- Tienda Vroom &amp; Dreesmann, Heerlen, 1958
- Stadsschouwburg (Teatro Municipal), Heerlen, 1959
- Academia Jan Van Eyck, Maastricht, 1959
- Villa Broekhem 88, Valkenburg

## Galería
|                                     |
| Monseigneur Schrijnen Retreat House |

|  |
|  |

|  |
|  |

|    |
| nl |

|    |
| nl |

|                |
| Huize Wijnands |

|    |
| nl |

|                        |
| Sonnehuys (Maastricht) |

|                            |
| Villa Casa Blanca, Houthem |